# Dusky Track
Het Dusky Track is een zes- tot tiendaagse trektocht in het Nationaal park Fiordland op het Zuidereiland van Nieuw-Zeeland. Vertrek- en/of eindpunten zijn vanuit Tuatapere via het Haurokomeer en vanuit Manapouri via West Arm aan het Manapourimeer. Alternatieve routes zijn mogelijk met watervliegtuig/helikoptervluchten naar Dusky Sound vanuit Te Anau of Tuatapere.
De Dusky Track is een van de meest uitdagende maar meest afgelegen trektochten van het land; voorafgaande ervaring is vereist. Overstromingen en modderpoelen zijn meer uitzondering dan regel. Basishutten met toilet zijn beschikbaar. Het is raadzaam een locatiebaken (locator beacon) of bergradio (mountain radio) te huren in Te Anau, Manapouri of Tuatapere voor noodgevallen.